# Sulettaria anomala
Sulettaria anomala là một loài thực vật có hoa trong họ Gừng. Loài này được Rosemary Margaret Smith mô tả khoa học đầu tiên năm 1982 dưới danh pháp Amomum anomalum. Năm 2018, A.D.Poulsen và Lofthus chuyển nó sang chi Sulettaria.

## Phân bố
Loài này có tại Borneo (Sabah, Sarawak).